# ヘンルーダ
ヘンルーダ（オランダ語: wijnruit [ˈʋɛinrœyt]）は、ミカン科の常緑小低木。日本語の「ヘンルーダ」はオランダ語に由来する。「ルー」（rue）あるいは「コモンルー」（common rue）とも呼ばれる。学名はRuta graveolensで、1753年にリンネの『植物の種』で記載されたものである。
地中海沿岸地方の原産で、樹高は最大1.メートル強位。葉は、青灰色を帯びたものと黄色みの強いもの、斑入り葉のものなどがあるが、対生し、二回羽状複葉で、サンショウを少し甘くしたような香りがある。丸みを帯びたなめらかな葉がレース状に茂り「優雅なハーブ」と呼ばれる。花は夏咲きで、黄色の4 - 5弁の花で、あまり観賞価値はない。
江戸時代に渡来し、葉に含まれるシネオールという精油成分が通経剤・鎮痙剤・駆虫剤などに利用され、料理の香りづけにも使われていたが、ウルシのように接触するとかぶれるなど毒性があるとされ、今はほとんどその目的には使われていない。精油として採取されたルー油はグラッパなどの香り付けに使われている。
漢字では芸香（うんこう）と書き、しおりに使うと本の虫食いを防ぐと言われた。古くは書斎を芸室（うんしつ）ともいった。この名前は本種の中国名に由来しており、生薬名にも使われている。
「眼鏡のハーブ」と呼ばれるほど視力を高める効果があると信じられていた。そのため、古代ローマでは、画家はこれを大量に食べたという。しかし、紀元1世紀にディオスコリデスは妊娠中の内服の危険性について警告している。
ヘンルーダは、春の彼岸過ぎにタネをまいて育てる。乾燥に強いが、半耐寒性で、高温多湿にもやや弱い。
なお、ミカン科はラテン語でRutaceaeといい、ヘンルーダ属（Ruta）が科を代表する属（模式属）になっているため、かつては日本語でも「ヘンルーダ科」と呼ばれていたが、日本人にとってはヘンルーダよりみかんの方が身近な植物であるため、1960年代半ばから、ミカン科と呼ぶようになった。
オーストラリアでは猫除けのハーブとして知られている。

## ギャラリー

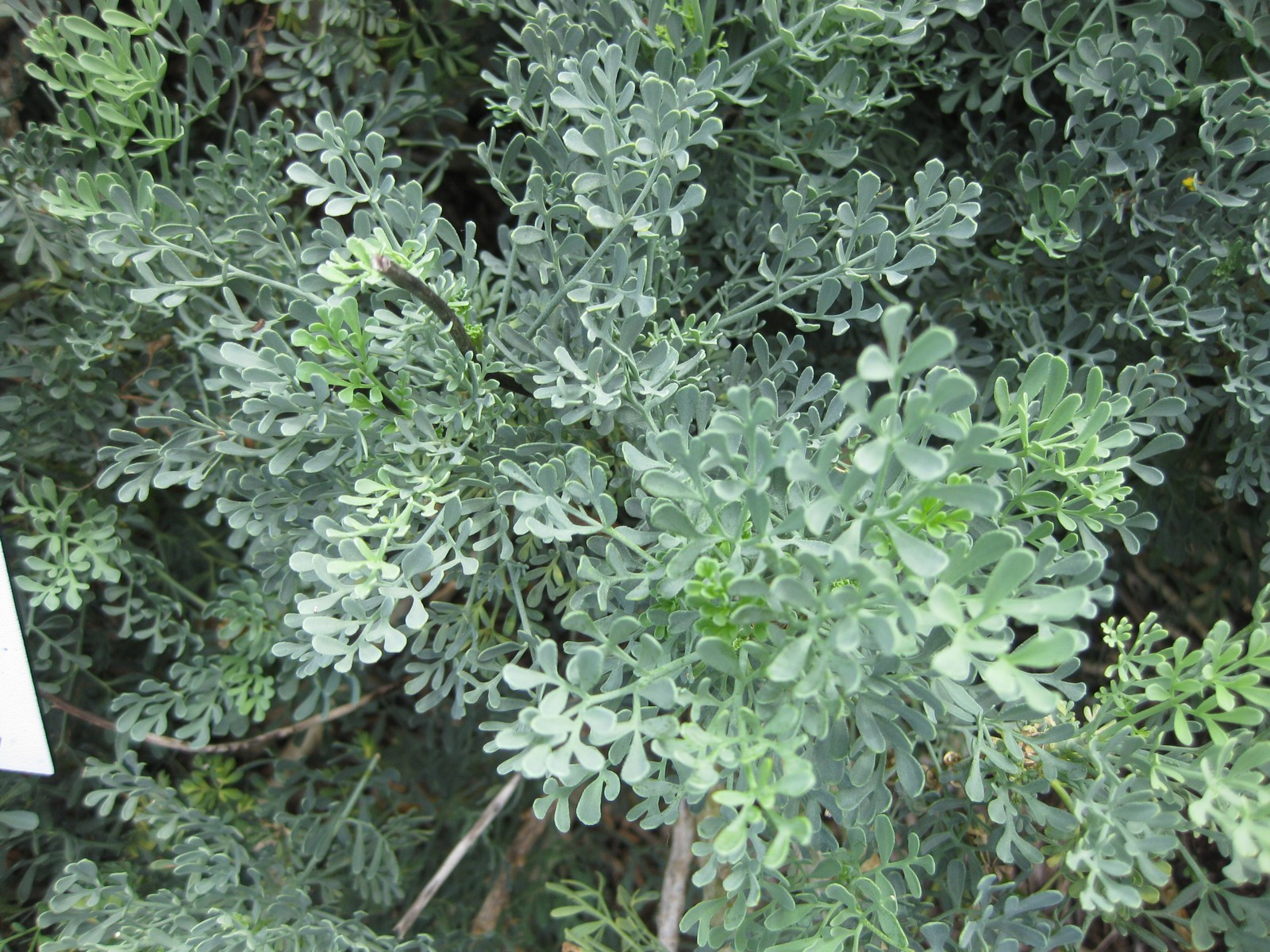
葉
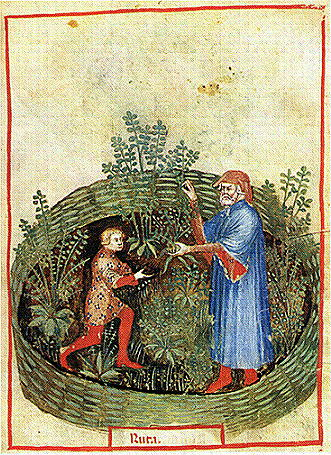
14世紀の健康全書のイラストレーション
ザクセン州の州章に描かれたヘンルーダの冠
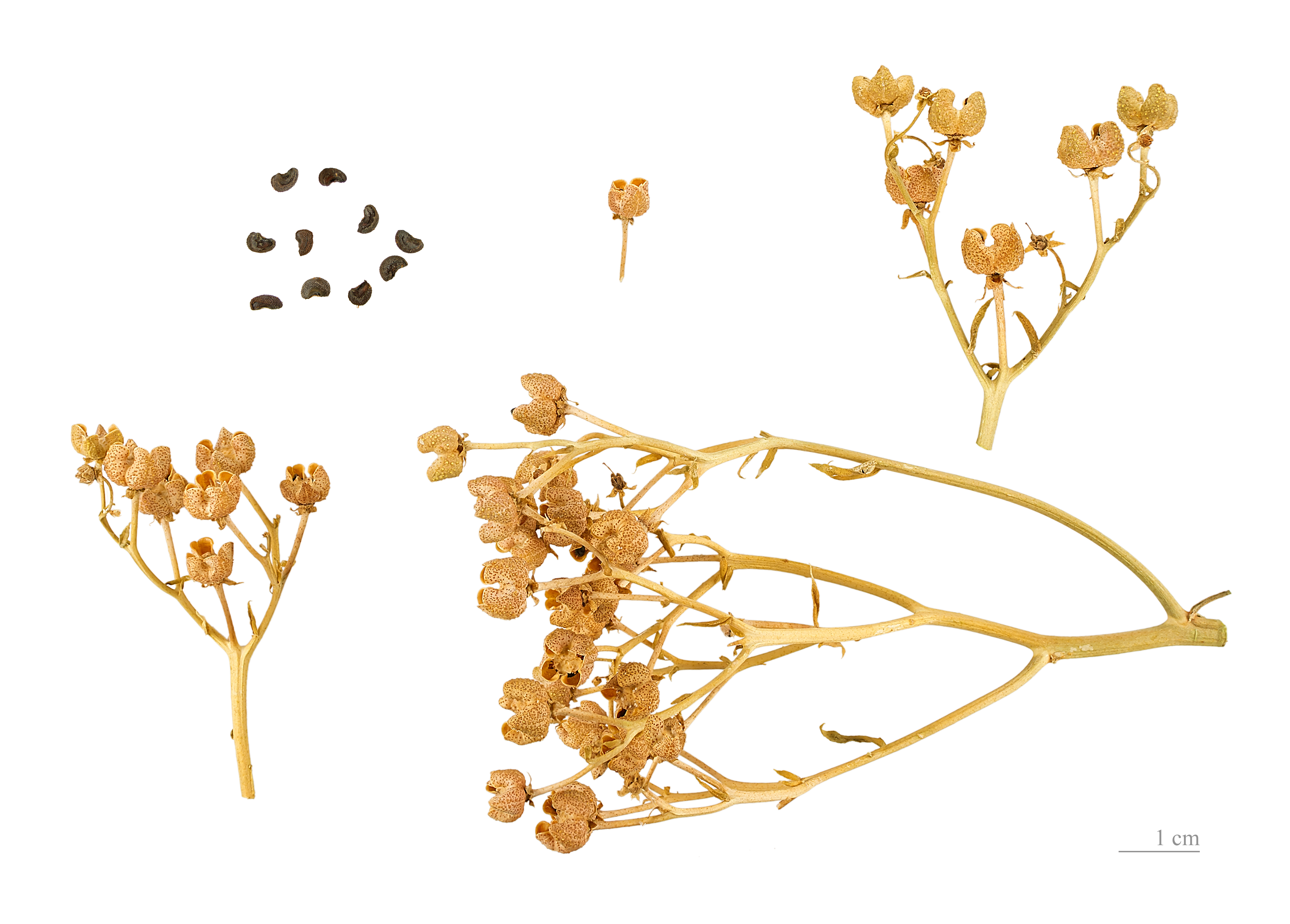
蒴果と種子
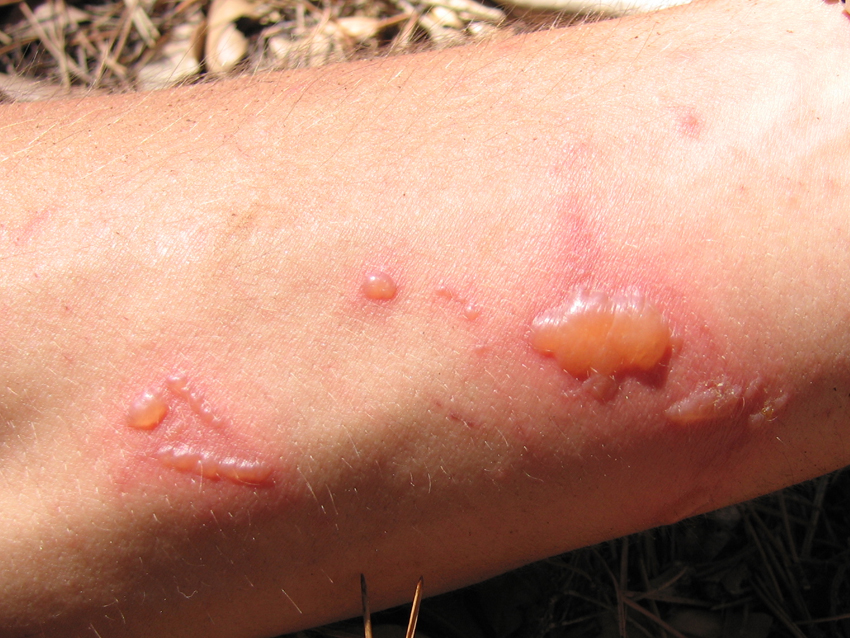
ヘンルーダへの皮膚への接触部位に太陽光が照射された場合の光毒性（英語版）反応
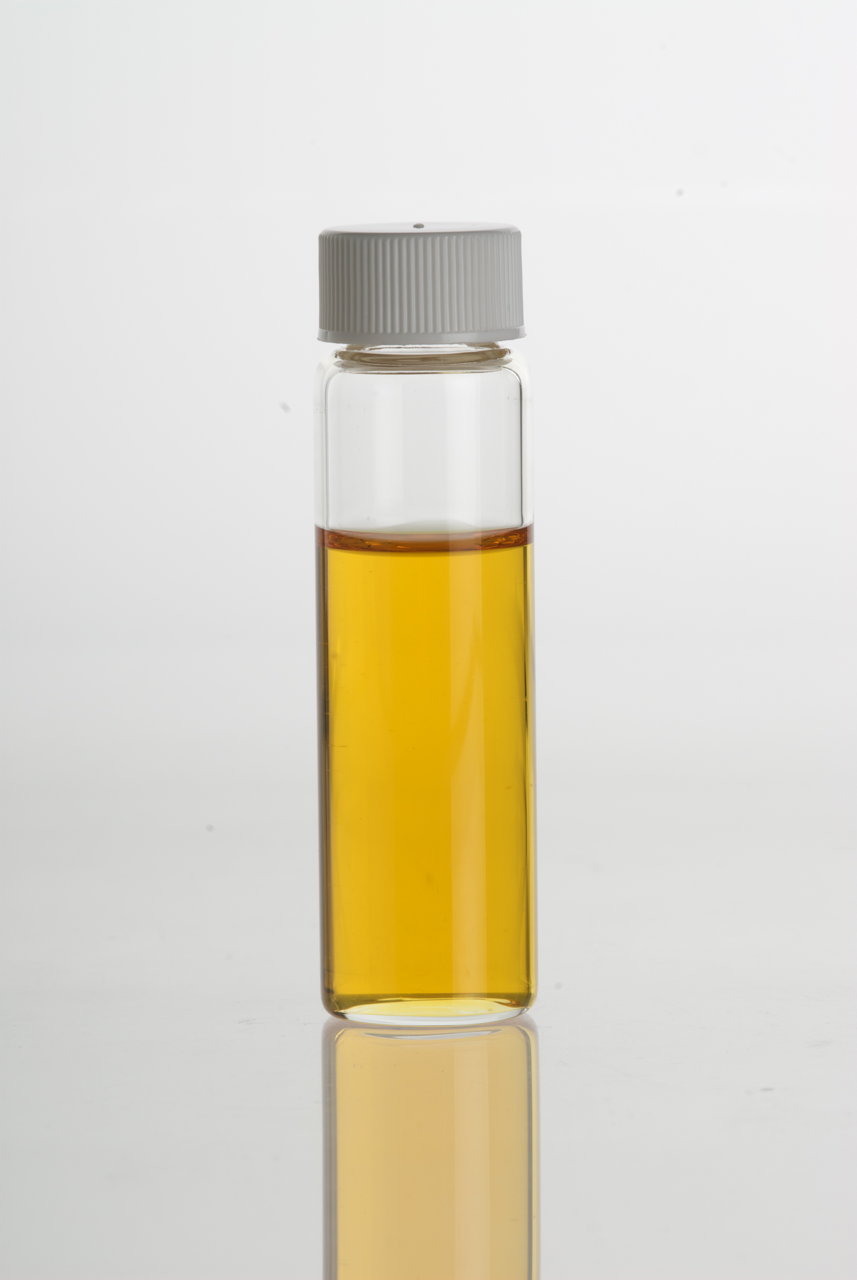
ガラス製のバイアルに入れた精油